# 翠の海 -midori no umi-
『翠の海 -midori no umi-』（みどりのうみ）は2011年10月28日にSkyFishの姉妹ブランドCabbitより発売された日本のアダルトゲーム。Cabbitの第1弾作品。

## ストーリー
主人公･櫂はある日、見知らぬ深い森の中、記憶を失ったまま倒れていた。目を覚ますと、みちると名乗る少女が現れ、櫂に近くの屋敷で共同生活をすることを提案する。みちるは櫂に対し、この場所は楽園であり、櫂はそこで暮らす権利を得た選ばれた人間なのだと告げる。さらにみちるは、自分も含め屋敷の住人は櫂と同じように全員が記憶を失っているのだと言う。櫂は疑問を持ちながらもみちるの提案を受け入れ、屋敷でみちるを含めた、自分と同年代の8人、幼い子ども3人の計11人と共同生活を始める。
屋敷は四方を深い森に囲まれ幽閉されているにもかかわらず食事、電気、水道といったライフラインが完備されている。櫂が屋敷での生活になじみ始めた矢先、一人の幼い少年・拓真が姿を消し、櫂は拓真の失踪とこの場所、自分たちの過去などの真実を追究したいと考え始める。

## 登場人物
櫂 （かい）
声：なし
身長：176cm
本編の主人公である少年。
ある日、記憶を失って森の中で倒れていたところ、みちるに出会い、近くの屋敷でみちるを含めた11人と共同生活を始めることとなる。
勉強、スポーツ、楽器の演奏など様々な分野に長けており、屋敷の皆から慕われていく。
みちる
声：羽高なる
身長：158cm、体重：44kg、体格：B82/W56/H82
森の中で倒れていた櫂に屋敷での生活を提案した少女。屋敷の中ではリーダー的な存在。
自分たちの暮らす、森と湖に囲まれた屋敷は「楽園」であり、永遠に森の外には出られないが、そこで生き続ける限り必ず幸せになれるのだと信じており、記憶を失って不安になっている櫂に何度もそのことを話す。
料理とヴァイオリンが得意であるが、子どもたちを躾けたり叱ったりするのは苦手である。
屋敷で暮らしている期間は最も長く、屋敷内でのスケジュールやルールを決め、全体を統制している。
知紗 （ちしゃ）
声：小倉結衣
身長：165cm、体重：52kg、体格：B93/W61/H89
屋敷で暮らす皆のお姉さん的な存在の少女で、言葉づかいは乱暴だが面倒見がよく、来たばかりの櫂に対してもやさしく接する。
子どもたちに勉強を教えたり叱ったりするのが得意で、その姿を優希や櫂に「育児」「お母さん」などと言われからかわれることもある。
特に理数系の勉強が好きで、数学の知識、理解はかなり高度なものである。
森と湖に囲まれた屋敷を楽園だと言いきるみちるとは対照的に、ずっと外の世界に出たいと思い続けている。
陸乃 （りくの）/ 空音　(そらね)
声：鈴谷まや
身長：150cm、体重：40kg、体格：B75/W56/H78
言動と行動がほとんど一致する双子の少女。
いつも二人でいる姿は可愛らしく、屋敷のマスコット的な存在。
読書と占いが好きで、図書室に二人でいることも多く、その時も二人で同じ本を読んでいる。
灰奈 （はいな）
声：桃也みなみ
身長：156cm、体重：43kg、体格：B76/W58/H79
いつも笑顔を絶やさない、おとなしい少女。天然気味で、独特な発言をすることも多く、櫂を驚かせたり困惑させたりすることもある。
屋敷の掃除が好きで、手が空くとすぐに掃除を始めてしまい、皆が運動や楽器の練習をしている時も一人で掃除をしていることが多い。
部屋から出てこない沙羅のもとに食事を運んでいる。
紡 （つむぎ）
声：金田まひる
身長：138cm、体重：35kg、体格：B72/W54/H73
櫂と同年代であるが、とても幼い見た目の少女。
発言や思考、行動も幼稚で、昼間はよく居眠りをしているが、裁縫が得意であり、屋敷に暮らす全員の衣服を一人で作成している。
みちるを慕っている反面、知紗とはよく喧嘩をしている。
沙羅 （さら）
声：手塚りょうこ
身長：170cm、体重：54kg、体格：B85/W61/H83
屋敷に来てすぐに引きこもってしまい、一日に数回しか部屋から出てこない少女。
全身黒の服を着ている。子どもたちには「吸血鬼」と恐れられ、みちるからも何か悪いことを企んでいるのではないかと疑われている。
人前にほとんど姿を見せないので、誰も沙羅のことをよく知らない。
真希奈　(まきな)
声：霧島はるな
身長：160cm、体重：48kg、体格：B80/W58/H78
櫂の次に屋敷にやってきた少女。
記憶がないことや謎の多い屋敷での生活への不安から、周囲に対してあたり散らしてしまうが、次第に櫂に対してだけは心を開いていく。
優希　(ゆうき)
声：陵陵
身長：171cm
櫂と同年代の少年。
穏やかな性格で、来たばかりの櫂に対して親身になって相談に乗ったりするなどし、良き友人となっていく。
一方で下ネタやブラックジョークが大好きであり、櫂や灰奈に対してよくそういった発言をして面白がっている。
白羽　(しらは)
声：川居由芽
屋敷で暮らす幼い女の子。
活発で負けず嫌いな性格である。運動が好き。
深雪　(みゆき)
声：川中瀬奈
屋敷で暮らす幼い女の子。
おとなしく穏やかな性格である。楽器の演奏が好き。
拓真　(たくま)
声：霧島はるな
屋敷で暮らす幼い男の子。
「かっこいい大人の男」に憧れており、櫂や優希によく懐いている。
いろは
声：藍川珪
女性。ゲーム終盤に登場。
るい
声：藍川珪
男性。ゲーム終盤に登場。

## 音楽
オープニングテーマ「翼を持たない少女」
作詞 - marie / 作編曲 - MANYO / 歌 - 霜月はるか
エンディングテーマ『永遠の楽園』
作詞 - marie / 作編曲 - MANYO / 歌 - MAMI

## スタッフ
- プロデューサー：ひろもりさかな
- 企画・シナリオ：御厨みくり
- 原画・キャラクターデザイン：さえき北都、ゆき恵
- 音楽：MANYO(LittleWing)